# Boldogságos Szűz Mária mennybevétele székesegyház
A Boldogságos Szűz Mária mennybevétele székesegyház a Belgrádi főegyházmegye érseki főtemploma a szerbiai Belgrádban, Neimar városrészben.

## Történelem

### Előzmények
A plébániát alapításakor a francia asszumpcionistákra bízták, akik 1924. december 8-án, majd 1925. január 6-án ismételten kérték Ivan Rafael Rodić érseket, hogy maguk számára kolostort és az asszumpcionista apácák számára egy külön konventet létesíthessenek, amit az érsek január 6-án engedélyezett is, és decemberben kijelölte az új plébánia határait. A szerzetesek egy kis kápolnát és a leendő plébánia számára egy hivatali épületet építtettek, melyek építése 1924-ben kezdődött; az ideiglenes templom 1925-ben el is készült. Alapkövét Ermenegildo Pellegrinetti belgrádi apostoli nuncius áldotta meg, felszentelését pedig Angelo Giuseppe Roncalli apostoli delegátus (a későbbi XXIII. János pápa) végezte szeptember 25-én. A Vallásügyi Minisztérium 1927 elején jóvá is hagyta a plébánia megalapítását. Az első plébánost, Privat Bellard-t február 15-én nevezték ki. A harangtorony 1930-ban épült; a három, Savoyában öntött harangot 1931-ben szentelte meg Rodić érsek.
A plébánia határai az idők folyamán sokszor változtak.

### Építés
A jelenlegi templom építése 1938-ban kezdődött, a szaloniki fronton elesett szerb és francia katonák emlékére. A második világháború és következményei miatt ugyanakkor az építkezés több mint negyven évre megszakadt. Ebben az időszakban az épületet jó akusztikája miatt a Belgrádi Rádió műsorainak felvételére használták, majd gyógyszerraktárként működött.
Miután az asszumpcionisták 1982. szeptember 1-jén távoztak, Anton Hočevar, a Krisztus Király plébánia plébánosa vette át az egyházközség és az építkezés felügyeletét. Utódja, Jože Hauptman alatt kezdték meg az épület külső és belső befejezését Kvaternik szlovén építész tervei alapján. Az oltár mögötti fal freskói 1987-ben készültek. Az új templomot végül 1988. augusztus 14-én szentelte fel Franc Perko belgrádi érsek, és ez lett az egyházmegye székesegyháza a Krisztus Király templom helyett. Az orgonát 2000. szeptember 24-én szentelte fel Perko érsek.

## Épület

### Belső tér
Az oltár mögötti falon Čemažar és Lucijan szlovén festők freskói láthatók, melyeket Kelet és Nyugat térségbeli találkozása inspirált. Alsó részén Szűz Mária ravatalon alva látható a keleti egyház hagyománya szerint (Dormitio), a tizenkét apostollal körülvéve, míg a freskó felső részén a nyugat-európai ikonográfiának megfelelően mennybevétele (Assumptione) látható. A templom védőszentjének ezt a központi képét szentek freskói veszik körül: Kapisztrán Szent János, Flüei Szent Miklós, Alexandriai Szent Cirill a bal, míg Szent Cirill és Szent Metód, valamint Szent Száva ortodox szent a jobb oldalon. Felül egy Pantokrátor Krisztus ábrázolás látható, melyen a Szentlélek galamb képében jelenik meg, és az Ég Királynőjének érkezését köszöntő angyalok kara. Az alsó sávban a háborús szenvedésekre emlékeztető jelenetek láthatók: egy sebesült gyermeke fölé hajoló anya, és két békéért imádkozó nő alakja.
A festett üvegablakok a rózsafüzér titkait ábrázolják.
A templom alatt kripta is található, melynek kápolnáját 1986 óta használják liturgikus célokra.
A 49 regiszteres, hárommanuálos orgonát a codroipói Francesco Zanin orgonaépítő cég építette; a liturgikus célok mellett koncertekre is alkalmas.

## Plébánia
A Boldogságos Szűz Mária mennybevétele plébánia Neimar mellett Voždovac városrészt, valamint Braće Jerković és Medaković lakónegyedeit is magába foglalja.
A plébánia megalapítása után az első keresztelést 1927. február 15-én végezték; ezt követően 1938-ig évente 150–200 embert kereszteltek.
Az egykori kolostort, plébániahivatalt és termet 1989-ben felújították és Kapisztrán Szent János otthon néven lelkigyakorlatos házzá alakították, a Nándorfehérvári diadalban döntő szerepet játszó szerzetes után. Emellett továbbra is plébániaépületként működik. A régi templomot 1994-ben alakították át közösségi térré.